# Henri Hurskainen
Henri Hurskainen (né le 13 septembre 1986) est un joueur de badminton suédois.

## Palmarès

### Championnats d'Europe
- Médaille d'argent en simple messieurs en 2012